# Pseudoeoscyllina
Pseudoeoscyllina är ett släkte av insekter. Pseudoeoscyllina ingår i familjen gräshoppor.
Kladogram enligt Catalogue of Life:
| Pseudoeoscyllina | \| \| Pseudoeoscyllina brevipennis \| \| \| \| \| \| Pseudoeoscyllina longicorna \| \| \| \| \| \| Pseudoeoscyllina xinjiangensis \| \| \| \| |
|                  | \| \| Pseudoeoscyllina brevipennis \| \| \| \| \| \| Pseudoeoscyllina longicorna \| \| \| \| \| \| Pseudoeoscyllina xinjiangensis \| \| \| \| |
|                  | Pseudoeoscyllina brevipennis |
|                  | |
|                  | Pseudoeoscyllina longicorna |
|                  | |
|                  | Pseudoeoscyllina xinjiangensis |
|                  | |